# Ruth Misener
Ruth Misener é uma cientista da computação e professora associada no Imperial College London. Sua pesquisa se concentra no desenvolvimento de software e algorítmos de otimização para engenharia de eficiência energética e sistemas biomédicos.

## Educação
Misener completou seu Bacharel em Engenharia Química no MIT em 2007. Ela se mudou para a Princeton para seu PhD, "Novel Global Optimization Methods: Theoretical and Computational Studies on Pooling Problems with Environmental Constraints", que ela enviou em 2012. Aqui ela foi financiada por uma Graduate Research Fellowship do Fundação Nacional da Ciência (EUA). Em Princeton ela ganhou um prêmio reconhecendo sua Excelência em Ensino.

## Pesquisa
Em 2012, ela foi premiada com o Royal Academy of Engineering Research Fellowship. Misener trabalha no grupo de Otimização Computacional no Imperial College London, onde ela se interessa na otimização do bioprocesso e design de rede de processamento petroquímico. Ela tem várias colaborações na indústria, incluindo ser amiga acadêmica de ExxonMobil.
Em 2017, ela foi premiada com o Early Career Fellowship do EPSRC por "desenvolvimento de software para pesquisa de engenharia". Sua bolsa vai desenvolver novos "softwares de decisões e a construção e desenvolvimeno da próxima geração de ferramentas de otimização de processo". Ela tem co-autorado vários softwares de otimização global disponíveis para o público, incluindo:
- APOGEE (pooling)[9]
- GloMIQO (mixed-integer quadratically-constrained quadratic programs)[10]
- ANTIGONE (mixed-integer nonlinear programs)[11]

Ela é Diretora da Divisão de Computação & Sistemas de Tecnologia do American Institute of Chemical Engineers.

## Prêmios
Em 2013, ela foi premiada com o prêmio Journal of Global Optimization por Melhor Artigo. Em 2014, ela ganhou o Prêmio W David Smith Graduate Student Paper do American Institute of Chemical Engineers. Em 2017, Misener ganhou a Medalha Sir George Macfarlane da Royal Academy of Engineering por excelência no começo da carreira. Ela também ganhou o Engineers Trust Young Engineer of the Year da Royal Academy of Engineering de 2017. Ela foi incluida na categoria de Inovação do American Institute of Chemical Engineers na lista "35 abaixo de 35".
- Este artigo foi inicialmente traduzido, total ou parcialmente, do artigo da Wikipédia em inglês cujo título é «Ruth Misener».